# جيمس أ. ريد
جيمس أ. ريد (بالإنجليزية: James A. Reed)‏ هو شخصية أعمال بريطاني، ولد في 12 أبريل 1963 في ووكينغ في المملكة المتحدة.

## وصلات خارجية
- الموقع الرسمي